# Cluse de Bange
La cluse de Bange est une gorge de France située à la limite des départements de la Savoie et de la Haute-Savoie, dans le massif des Bauges, entre Annecy au nord et Aix-les-Bains au sud-ouest. Creusée par le Chéran à travers le synclinal ayant formé le Semnoz au nord et la montagne de Bange au sud, elle constitue l'endroit où la rivière quitte le massif des Bauges pour entrer dans l'Albanais où elle se jette dans le Fier au nord-est,.
L'entrée de la cluse est marquée par les grottes de Prérouge en aval de Lescheraines et sa sortie par le pont de l'Abîme entre Gruffy et Cusy. Le village d'Allèves se trouve dans la cluse, dominé par les tours Saint-Jacques, des reliefs ruiniformes sur les pentes méridionales du Semnoz. Les routes départementales 5, 62 et 911 traversent la cluse qui constitue ainsi l'un des principaux points d'entrée au cœur du massif des Bauges.

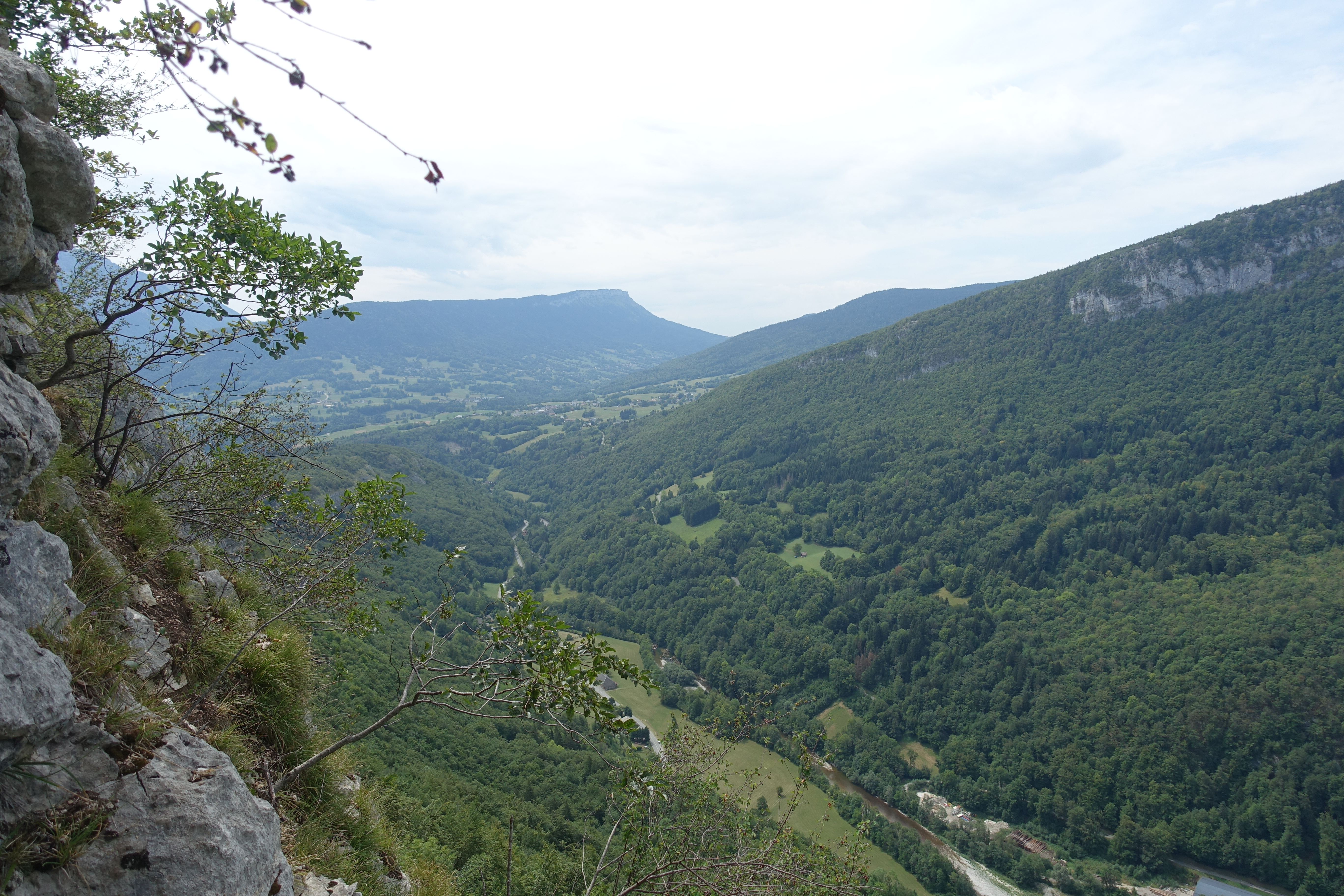
Vue depuis le Semnoz de l'entrée de la cluse de Bange avec au loin le mont Margériaz du massif des Bauges.

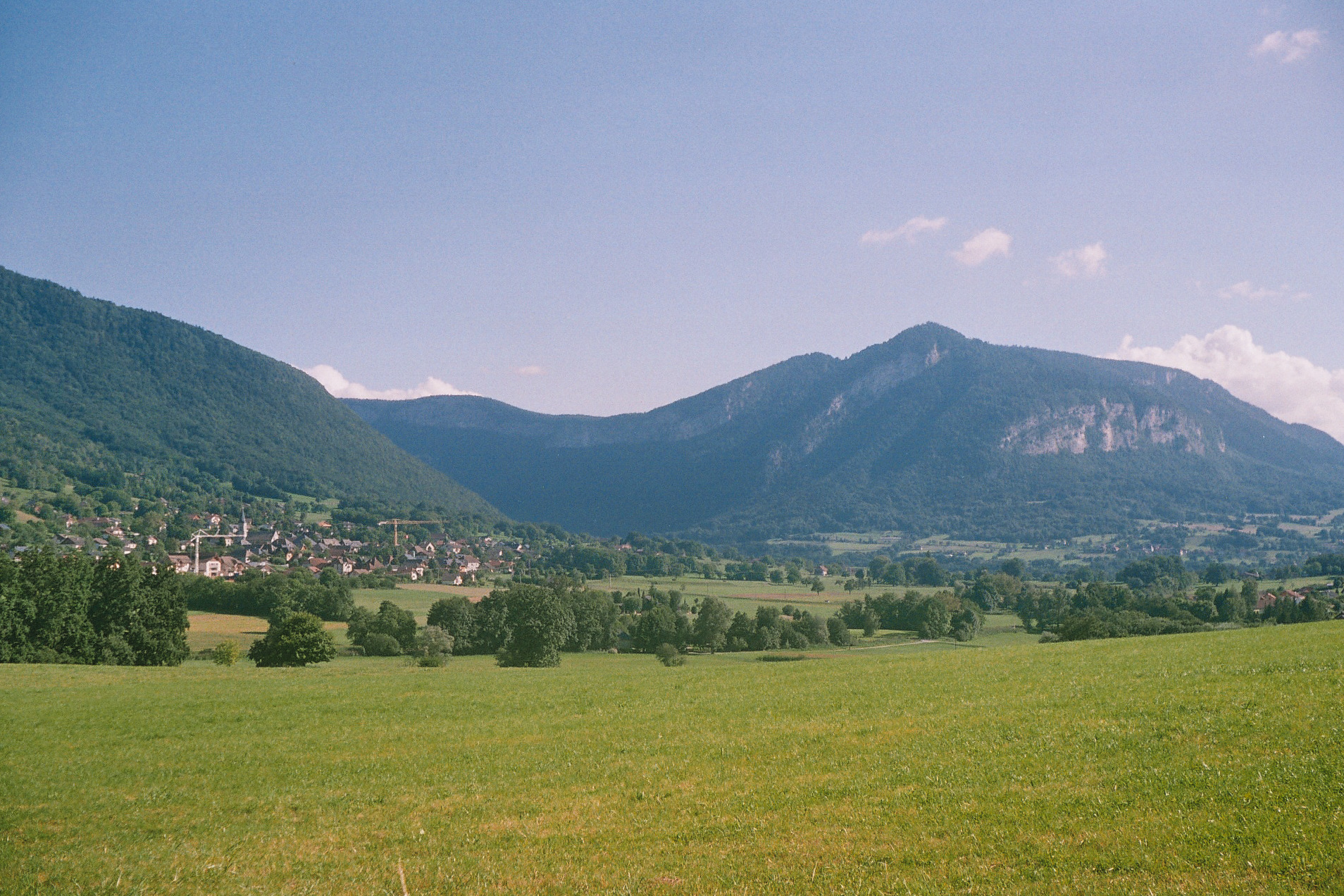
Vue de la sortie de la cluse de Bange dans l'Albanais entre le Semnoz et le village de Gruffy à gauche et la montagne de Bange et le village de Cusy à droite.

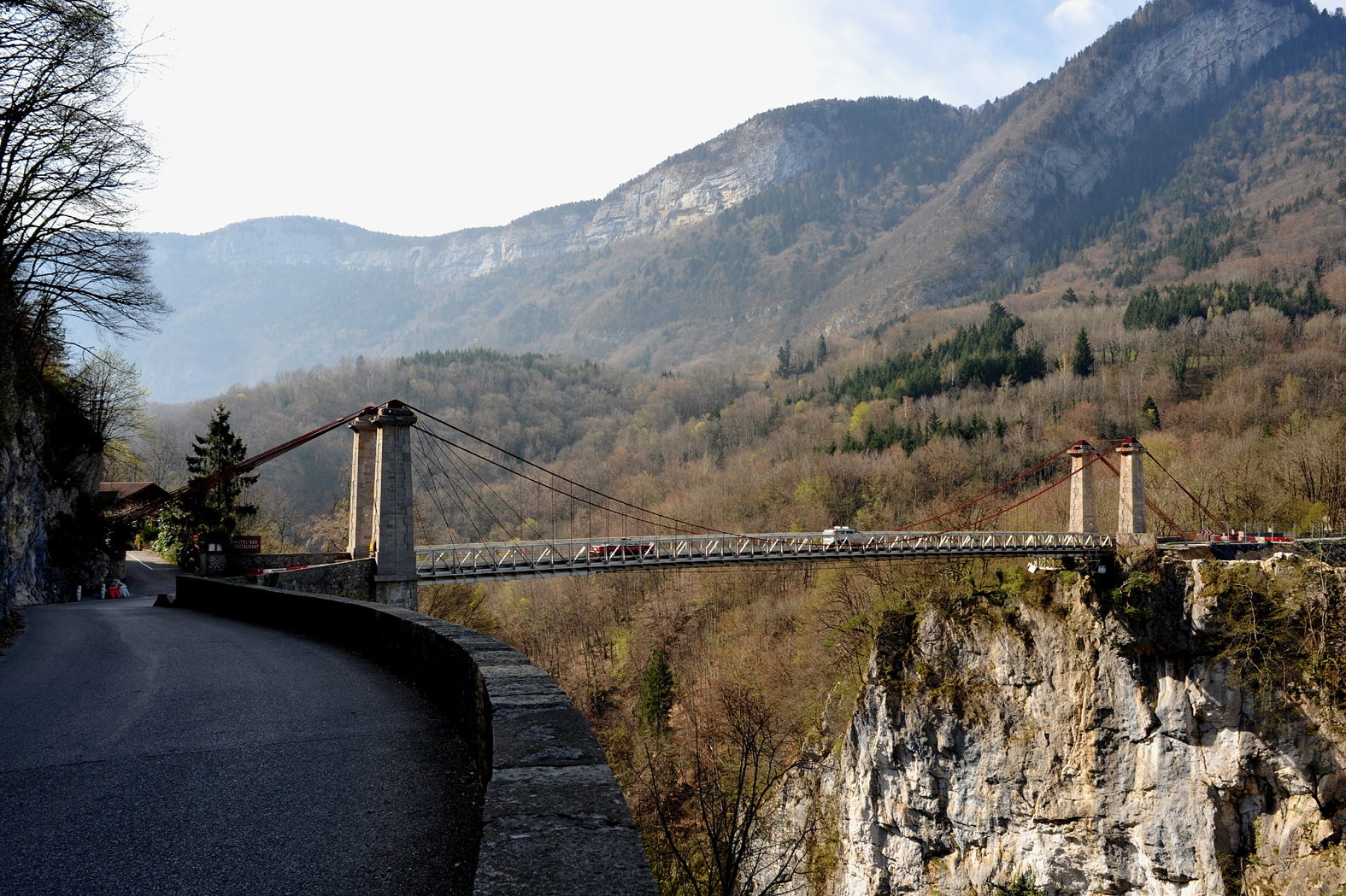
Le pont de l'Abîme à la sortie de la cluse, dominée par la montagne de Bange.